# M.B. December 21, 1984
M.B. December 21, 1984 je album v živo skupine Laibach, ki je izšel leta 1997 pri založbi The Grey Area, posnet pa je bil 21. decembra 1984 na koncertu skupine Laibach v spomin preminulemu vokalistu skupine, Tomažu Hostniku v Dvorani Malči Beličeve v Ljubljani, 18. februarja na Berlin Atonal Festivalu in 26. aprila 1985 v Kulušiću v Zagrebu.

## Seznam skladb
Vse skladbe so delo skupine Laibach, razen skladba "Tito" je delo Josipa Broza.
| Št. | Naslov                                      | Dolžina |
| --- | ------------------------------------------- | ------- |
| 1.  | „Sodba veka (The Judgement Of The Century)‟ | 4:34    |
| 2.  | „Ti, ki izzivaš (You, Who Are Challenging)‟ | 7:12    |
| 3.  | „Sila/Dokumenti (The Force/Documents)‟      | 9:10    |
| 4.  | „Sredi bojev (In The Midst Of Struggles)‟   | 11:26   |
| 5.  | „Nova akropola (The New Acropolis)‟         | 7:30    |
| 6.  | „Dokumenti II (Documents II)‟               | 5:34    |
| 7.  | „Tito‟ (Josip Broz Tito)                    | 2:48    |
| 8.  | „Dokumenti III (Documents III)‟             | 5:06    |
| 9.  | „Dokumenti IV (Documents IV)‟               | 2:46    |

## Produkcija
- Oblikovanje: Tandar
- Ovitek: Laibach, NK Studio
- Fotografije: Franci Virant, Dušan Gerlica, Jani Štravs, Jože Suhadolnik, Phil Nicholls
- Snemalci: Jack Balchin (8, 9), Lêo Vidmar (1–7), Radio Študent (1–7)